# Langdysse von Gallemose Stensgaard
Der Langdysse von Gallemose Stensgaard (auch Stenskoven genannt) liegt im Feld westlich von Stokkemarke und östlich des Gallemosevej, bei Maribo auf der Insel Lolland in Dänemark. Er stammt aus der Jungsteinzeit etwa 3500 bis 2800 v. Chr. und ist eine Megalithanlage der Trichterbecherkultur (TBK).
Das rechteckige West-Ost orientierte Hünenbett des Langdysse ist etwa 1,8 m hoch und misst etwa 49,0 × 10,0 Meter. Die Randsteine: 17 im Norden, 21 im Süden, drei im Osten und vier im Westen sind weitestgehend erhalten. Etwa 2,5 m vom Ostende liegt eine quergestellte, birnenförmige etwa 1,5 m hohe Kammer mit eingezogenem Zugang (auf dem Hügel) im Süden. Der verlagerte Deckstein hat etwa 30 Schälchen.